# Стоу Тауншип (округ Аллегені, Пенсільванія)
Стоу Тауншип (англ. Stowe Township) — селище (англ. township) в США, в окрузі Аллегені штату Пенсільванія. Населення — 6426 осіб (2020).

## Демографія
Згідно з переписом 2010 року, у селищі мешкали 6362 особи в 2893 домогосподарствах у складі 1616 родин. Було 3393 помешкання
Расовий склад населення:
| - 77,9 % — білих - 17,5 % — чорних або афроамериканців - 0,4 % — азіатів - 0,1 % — корінних американців |

До двох чи більше рас належало 3,5 %. Частка іспаномовних становила 1,4 % від усіх жителів.
За віковим діапазоном населення розподілялося таким чином: 22,2 % — особи молодші 18 років, 61,1 % — особи у віці 18—64 років, 16,7 % — особи у віці 65 років та старші. Медіана віку мешканця становила 40,8 року. На 100 осіб жіночої статі у селищі припадало 89,5 чоловіків;  на 100 жінок у віці від 18 років та старших — 86,7 чоловіків також старших 18 років.
Середній дохід на одне домашнє господарство  становив 44 836 доларів США (медіана — 34 175), а середній дохід на одну сім'ю — 50 873 долари (медіана — 39 975). Медіана доходів становила 41 790 доларів для чоловіків та 31 313 долари для жінок. За межею бідності перебувало 29,9 % осіб, у тому числі 55,3 % дітей у віці до 18 років та 13,1 % осіб у віці 65 років та старших.
Цивільне працевлаштоване населення становило 2717 осіб. Основні галузі зайнятості: освіта, охорона здоров'я та соціальна допомога — 21,0 %, роздрібна торгівля — 15,7 %, мистецтво, розваги та відпочинок — 11,4 %, науковці, спеціалісти, менеджери — 10,3 %.